# Azerbejdżan na Letnich Igrzyskach Olimpijskich 1996
Azerbejdżan na Letnich Igrzyskach Olimpijskich 1996 reprezentowało 23 zawodników, w tej liczbie znalazły się trzy kobiety. Chorążym podczas ceremonii otwarcia igrzysk był judoka Nazim Hüseynov. Był to debiut tego kraju na igrzyskach olimpijskich.
Azerowie zdobyli na tych igrzyskach jeden medal. Srebro dla Azerbejdżanu wywalczył zapaśnik walczący w stylu wolnym – Namiq Abdullayev.

## Zdobyte medale
| Medal  | Zawodnik         | Dyscyplina sportowa | Konkurencja        |
| ------ | ---------------- | ------------------- | ------------------ |
| Srebro | Namiq Abdullayev | Zapasy              | 52 kg (styl wolny) |

## Wyniki

### Boks
- İlham Kərimov – waga półciężka (odpadł w 1/16 finału)
- Ədalət Məmmədov – waga superciężka (8. miejsce)

### Judo
Mężczyźni
- Nazim Hüseynov – waga ekstralekka (odpadł w 1/16 finału)

Kobiety
- Zülfiyyə Hüseynova – waga lekka (7T. miejsce)

### Lekkoatletyka
Mężczyźni
- Arif Axundov – bieg na 100 metrów (odpadł w eliminacjach)
- Wasif Asadow – trójskok (27. miejsce w kwalifikacjach)
- Aleksey Fatyanov – trójskok (31. miejsce w kwalifikacjach)

Kobiety
- Elvira Cabbarova – bieg na 100 metrów (odpadła w eliminacjach)

### Pływanie
- Emin Quliyev – 50 m stylem dowolnym (59. miejsce)

### Podnoszenie ciężarów
- Asif Məlikov – do 59 kg (nie ukończył)
- Tofiq Heydərov – do 83 kg (11. miejsce)

### Skoki do wody
- Emin Cəbrayilov – wieża, 10 m (27. miejsce)

### Strzelectwo
Mężczyźni
- Valeri Timoxin – skeet (38T. miejsce)

Kobiety
- İradə Aşumova
  - pistolet pneumatyczny, 10 m (10T. miejsce)
  - pistolet sportowy, 25 m (15T. miejsce)

### Szermierka
- Elxan Məmmədov – szabla (40T. miejsce)

### Zapasy
Styl klasyczny
- Tahir Zahidov – do 48 kg (14. miejsce)
- Vilayət Ağayev – do 57 kg (10. miejsce)

Styl wolny
- Namiq Abdullayev – do 52 kg (2. miejsce)
- Arif Abdullayev – do 57 kg (10. miejsce)
- Elşad Allahverdiyev – do 68 kg (14. miejsce)
- Məmmədsalam Haciyev – do 74 kg (8. miejsce)
- Mogamed Ibragimov – do 82 kg (5. miejsce)
- Davud Məhəmmədov – do 100 kg (11. miejsce)